# Elemi

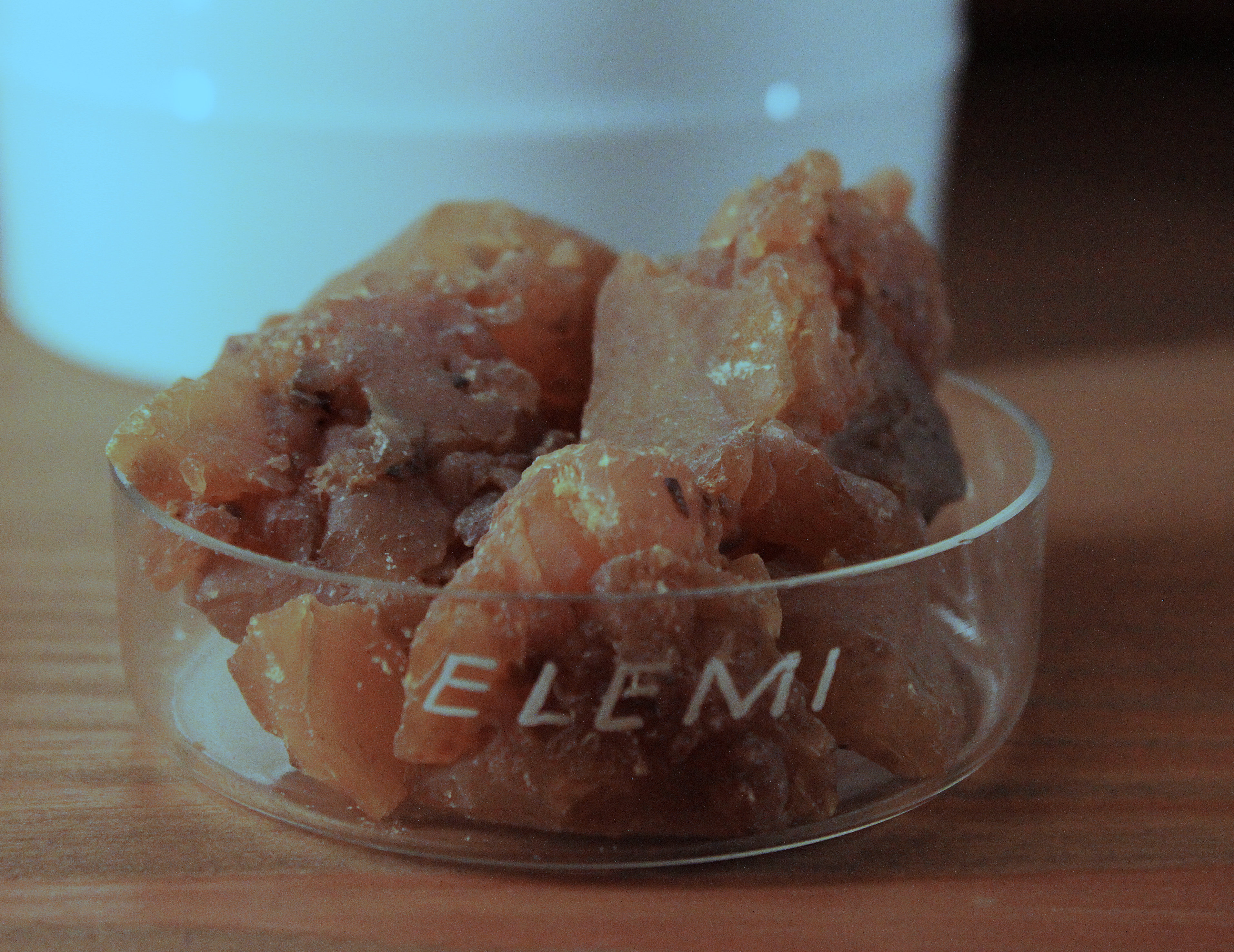
Elemihars

Elemi verwijst naar een hars die afkomstig kan zijn van verschillende boomsoorten, waaronder soorten uit het plantengeslacht Canarium. 
Elemihars is een witachtige of lichtgele tot groene kleverige substantie met een honingachtige consistentie. Het is een geurige hars met een scherpe dennen- en citroenachtige geur. De hars wordt hard als deze in contact komt met lucht. Een van de harscomponenten wordt amyrine genoemd. 

## Historie
Het woord lijkt, net als de oudere term animi, te zijn afgeleid van het Griekse enhaemon (ἔναιμον): de naam van een bloedstelpend medicijn waarvan Plinius zei dat het tranen bevatte die door de olijfboom van Arabië werden uitgescheiden. Anderzijds lijkt het woord afkomstig te zijn van het Arabische al-lāmi, wat stralende of glanzende betekend. Waarschijnlijk gaat het dan om hars van de boomsoort Boswellia frereana die in de Oudheid als bloedstelpend medicijn gebruikt werd. Ook de Griekse geleerde Theophrastus noemt de elemi-plant die tot deze soort behoord. 
In de middeleeuwen werd de term elemi weinig gebruikt. Vanaf de 16e en 17e eeuw wordt elemi steeds vaker gebruikt voor harsen uit Midden- en Zuid-Amerika (Braziliaanse Elemi en Mexicaanse Elemi), maar ook voor harsen uit de Pacifische regio. Deze harsen werden destijds naar Europa geïmporteerd en met deze term aangeduid. Later is men het woord elemi gaan gebruiken voor harsen uit het geslacht Canarium die voorkomen in de Filipijnen, de zogenaamde Manila-elemi.

## Gebruik
Elemihars wordt voornamelijk commercieel gebruikt in zepen, vernissen, lakken en bepaalde drukinkten. Daarnaast wordt het gebruikt als kruidengeneesmiddel om bronchitis, catarre, extreme hoest, littekens, stress en wonden te behandelen. Verder wordt uit de hars door middel van stoomdestillatie een etherische olie verkregen, elemi-olie geheten. Elemi-olie werd in het Oude Egypte gebruikt voor balseming. In Europa wordt het al sinds de 16e eeuw veel gebruikt als wondgenezend middel, wierook en voor de bereiding van zalven. In de parfumerie wordt elemi vaak gebruikt in fougère- en coniferencomposities.